# St. Wolfgang im Salzkammergut
St. Wolfgang là một thị xã ở khu vực Salzkammergut thuộc bang Oberösterreich, được đặt tên theo thánh Wolfgang of Regensburg. Thị xã này nằm ở bờ bắc hồ Wolfgang tại chân núi Schafberg, nổi tiếng với White Horse Inn (Hotel Weißes Rössl).
Đây là một thị xã du lịch với các hoạt động trượt tuyết vào mùa Đông. Một đường ray Schafbergbahn chạy lên tận núi.